# جف گوست
جف گوست (انگلیسی: Jeff Gossett؛ زادهٔ ۲۵ ژانویهٔ ۱۹۵۷) یک بازیکن سابق فوتبال آمریکایی است.